# Parafia św. Kazimierza w Poznaniu
Parafia św. Kazimierza w Poznaniu – parafia Kościoła Polskokatolickiego w RP, położona w dekanacie pomorsko-wielkopolskim diecezji wrocławskiej.  Msze św. sprawowane są w niedzielę o godz. 10:30.

## Historia
Pierwsza parafia polskokatolicka w Poznaniu, powstała bezpośrednio po II wojnie światowej, chociaż niektóre źródła wskazują, że ok. 1935 mogła istnieć tutaj wspólnota narodowokatolicka - z zastrzeżeniem, że nie tworzyła ona żadnej parafii. W mieście przejściowo istniała placówka Polskiego Kościoła Starokatolickiego.
W 1947 przekazano Polskiemu Narodowemu Kościołowi Katolickiemu kaplicę poewangelicką przy ul. Grunwaldzkiej 46, toteż stała się ona siedzibą parafii pw. Narodzenia Najświętszej Maryi Panny. W 1960 w wyniku przebudowy węzła drogowego w mieście, placówka została zamknięta. W tym samym roku utworzono nową parafię pw. Matki Bożej Nieustającej Pomocy na ul. Tadeusza Kościuszki. Jej pierwszym proboszczem był ks. Hieronim Górecki. W 1974 obiekty polskokatolickie zostały włączone do infrastruktury wojskowej i musiały zostać zlikwidowane, a parafia zniesiona. 
Od 14 lipca 1963 w Poznaniu działała jeszcze parafia pw. św. Kazimierza, która uzyskała obiekt poreformacki przy ul. Bydgoskiej. 8 sierpnia 1965 parafia przeżywała jubileusz 300-lecia wybudowania kościoła, na którym gościł bp Julian Pękala. Początkowo parafia liczyła 650 wiernych, obecnie jest to niewielka społeczność wiernych, a kościół znalazł się w niekorzystnym położeniu komunikacyjnym. 

## Kościół
Parafia polskokatolicka pw. św. Kazimierza w Poznaniu użytkuje obecnie XVII-wieczny kościół, który ufundował wojewoda kujawski Łukasz Szeliga Niemojowski dla franciszkanów reformatów. Istotnie w latach 1693–1704 stopniowo osiedlali się tutaj zakonnicy, aby utworzyć klasztor. W 1794 Prusacy dokonali kasaty domu zgromadzenia. Zabudowania zmieniono na szpital wojskowy, a od 1805 na seminarium nauczycielskie. W 1847 zabudowania przekazano Zakładowi dla Głuchoniemych. Obecnie w budynkach poklasztornych znajduje się Ośrodek Szkolno-Wychowawczy dla Dzieci Głuchych, zaś kościół należy do polskokatolików.